# Península de Jandía
Península de Jandía är en halvö i Spanien.   Den ligger i provinsen Provincia de Las Palmas och regionen Kanarieöarna, i den sydvästra delen av landet, 1 700 km sydväst om huvudstaden Madrid. Península de Jandía ligger på ön Fuerteventura.